# Azania

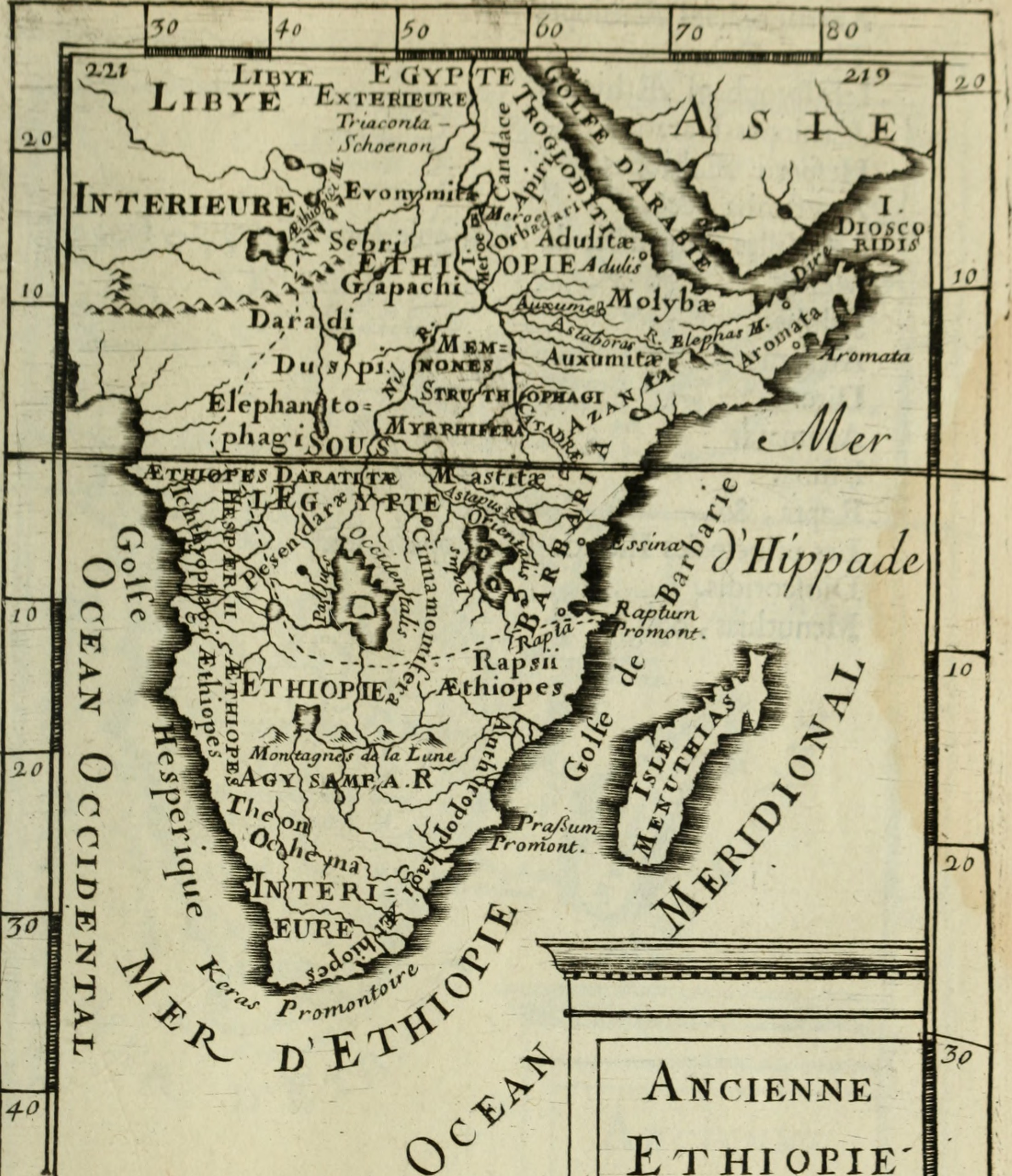
Mapa de la región donde se encontraba la antigua Azania

Azania (en griego antiguo: Ἀζανία) es un nombre que se ha aplicado a varias partes del sudeste de África tropical. En el período romano y quizás antes, el topónimo se refería a una parte de la costa del sudeste de África que se extiende desde Somalia y Kenia, hasta quizás tan al sur como Tanzania. Esta área fue habitada por poblaciones de habla cushita meridional hasta la ola de expansión bantú.

## Antigua Azania
Plinio el Viejo menciona un "Mar de Azania" que comenzaba alrededor del emporio de Adulis y se extendió alrededor de la costa sur de África. El diario de viaje griego del siglo I d. C., Periplo del mar Eritreo, describe por primera vez a Azania basándose en el conocimiento íntimo de la zona por parte de su autor. El capítulo 15 del Periplo sugiere que Azania podría ser el área litoral al sur de la actual Somalia (los "acantilados menores y mayores", las "hebras menores y mayores" y los "siete cursos"). El capítulo 16 describe el emporio de Rhapta, ubicado al sur de las islas Puralean al final de los Siete Cursos de Azania, como el "mercado más al sur de Azania". El Periplo no menciona a ningún "etíope" de piel oscura entre los habitantes de la zona. Solo aparecen más tarde en la Geografía de Ptolomeo, pero en una región muy al sur, alrededor del "núcleo bantú" del norte de Mozambique. Según John Donnelly Fage, estos primeros documentos griegos en conjunto sugieren que los habitantes originales de la costa de Azania, los azanianos, eran del mismo linaje ancestral que las poblaciones afroasiáticas al norte de ellos a lo largo del mar Rojo. Posteriormente, en el siglo X d. C., estos azanianos originales habían sido reemplazados por las primeras oleadas de colonos bantúes.
Los escritores occidentales posteriores que mencionan a Azania incluyen a Claudio Ptolomeo (c. 100 - c. 170 d. C.) y Cosmas Indicopleustes (siglo VI d. C.).
Azania era conocida por los chinos como 澤 散 (chino medio: /ɖˠæk̚.sɑnX/, Pinyin: Zésàn) en el siglo III d. C.

## Renacimiento
El término fue revivido brevemente en la segunda mitad del siglo XX como el apelativo dado a Sudáfrica por nacionalistas africanos como el partido Congreso Panafricanista de Azania (PAC). También se consideró como un posible nombre para Sudán del Sur cuando se votó por la independencia en 2011, y se ha aplicado a Jubalandia dentro de Somalia.